# Ethnomycologie
L'ethnomycologie peut être considérée comme une branche de l'ethnobiologie et correspond à l'étude de la place des champignons dans les différentes sociétés humaines. Bien que le terme renvoie également aux usages médicaux ou alimentaires de ce fungi, il est souvent utilisé dans la recherche sur les champignons hallucinogènes comme la psilocybine et l'Amanite tue-mouche.

## Rôle pionnier de Valentina P. et Robert G. Wasson
La pédiatre russe Valentina Pavlovna Wasson et le banquier américain Robert Gordon Wasson ont initié ce champ disciplinaire à la fin des années 1950, lorsqu'ils deviennent parmi les premiers Occidentaux à participer à un rituel mazatèque dirigé par María Sabina et surtout par la publication en 1957 de Mushrooms, Russia and History. La même année, Valentina Pavlovna Wasson publie un article qui décrit son expérience. En 1968, Robert Gordon Wasson publie Soma, Divine Mushroom of Immortality que Lévi-Strauss commente dans un article de  L'Express  le 10 avril 1958, et plus tard de la revue L'Homme en 1970, reproduit dans Anthropologie structurale deux en 1973. Le biologiste Richard Evans Schultes, co-auteur avec Albert Hofmann de Plants of the Gods: Origins of Hallucinogenic Use en 1979, est également un pionnier en la matière.
En plus des connaissances mycologiques propres au champ d'investigation, l'ethnomycologie dépend dans une large mesure de l’anthropologie et de la philologie. L'un des débats majeurs se rapporte à la théorie de Wasson selon laquelle le soma décrit dans le Rig-Veda correspondrait à l'Amanita muscaria.
Suivant son exemple, d'autres tentatives similaires ont été effectuées pour identifier les champignons psychoactifs  dans d'autres cultures, la plupart anciennes, avec un degré de fiabilité variable. La nature du cycéon, breuvage utilisé pendant les mystères d'Eleusis en Grèce antique, a également produit une littérature abondante

## Un champ disciplinaire éclaté et balbutiant
Bien que n'étant pas ethnomycologue, le philologue John Allegro s'est également fait remarquer, dans un ouvrage suffisamment controversé pour détruire sa carrière, que l'Amananita muscaria n'était pas seulement utilisée dans un but sacramentel mais vénérée pour elle-même dans la plupart des sectes ésotériques de la religion sumérienne, du judaïsme et du christianisme. Clark Heinrich soutient que la consommation de ce champignon n'était pas totalement éradiquée par l’Eglise chrétienne au Moyen Age et qu'il continuait à être consommé ou représenté par des individus et des petits groupes comme les alchimistes et les artistes de la Renaissance.
Alors que Wasson considérait les champignons comme un facilitateur des rites chamaniques ou spirituels, McKenna soutient que l'ingestion de la psilocybine a peut-être joué un rôle déterminant dans la formation du langage et de la culture, identifiant les champignons hallucinogènes comme l'originel arbre de la connaissance. Certaines recherches indiquent en effet que la psilocybine augmente temporairement l’activité linguistique, ce qui incite à mener de nouvelles études sur le rôle des champignons dans l'histoire humaine.
L'ethnomycologie a connu un nouvel essor parallèle à l'explosion de l’usage récréatif des champignons hallucinogènes, avec l'éclosion d'un nombre croissant de sites Internet et de forums discutant du symbolisme du christianisme et des contes de fées. Le renouveau de cette discipline sur le monde académique reste à discuter, le manque de preuves générant nombre de théories fragiles.

## Sources
- Oswaldo Fidalgo, The ethnomycology of the Sanama Indians,  Mycological Society of America (1976)
- E. Barrie Kavasch, Alberto C. Meloni, American Indian EarthSense: Herbaria of Ethnobotany and Ethnomycology, Birdstone Press, the Institute for American Indian Studies (1996).  (ISBN 0-936322-05-5).
- Aaron Michael Lampman, Tzeltal ethnomycology: Naming, classification and use of mushrooms in the highlands of Chiapas, Mexico, Dissertation, ProQuest Information and Learning (2004)
- Jagjit Singh (ed.), From Ethnomycology to Fungal Biotechnology: Exploiting Fungi from Natural Resources for Novel Products, Springer (1999),  (ISBN 0-306-46059-9).
- Keewaydinoquay Peschel.  Puhpohwee for the people: A narrative account of some use of fungi among the Ahnishinaubeg (Ethnomycological studies) Botanical Museum of Harvard University (1978),ASIN: B0006E6KTU